# Nolly
Nolly ist eine biografische Miniserie von Drehbuchautor Russell T Davies und Regisseur Peter Hoar, die die Schauspielerin Noele Gordon aus der Seifenoper Crossroads behandelt. Diese wird verkörpert von Helena Bonham Carter.

## Handlung
Die Schauspielerin Noele Gordon spielt in der Seifenoper Crossroads des Regionalsenders ATV, der zum ITV-Netzwerk gehörte, seit Beginn der Serie 1964 Meg, die das Crossroads-Motel aufgebaut hat und leitet, und wird zur Fernsehgröße. Sie war 1938 die erste Frau, mit der Farbfernsehen getestet wurde; 1958 die erste Frau, die den Premierminister interviewte, und 1978 wurde sie die erste Person der dafür neu geschaffenen TV Times „Hall of Fame“, nachdem achtmal hintereinander ein TV Times Award an sie gegangen war.
Über die Jahre nimmt sie bei der Produktion das Ruder in die Hand und übergeht die Meinung des Regisseurs und Produzenten Jack Barton. 1981 wird ihr durch den Sender-Programmleiter Charles Denton unerwartet mitgeteilt, dass sie entlassen werden und ihre Figur sterben soll. Sie lässt sich dies von Barton bestätigen und macht ihm deutlich, dass sie nicht darum betteln wird, bleiben zu dürfen. Als Schauspielkollegen ihr vorschlagen, an die Presse zu gehen, bevor die Produzenten es tun, und zu behaupten, dass sie selbst gekündigt habe, lädt sie Journalisten ans Set, sagt aber offen, dass sie entlassen wird und Denton verantwortlich sei, der darauf wütende Protestbriefe erhält. Nachdem Denton im Fernsehen darüber scherzt, dass noch nicht feststehe, wie ihre Rolle sterben werden wird, bittet Noele Barton darum, sie am Leben zu lassen.
Um die Presse und die Zuschauerzahlen anzuheizen, hält Berton die Art von Megs Abschied geheim, während die Schauspieler gemeinsam versuchen, es anhand der wöchentlich neu eintreffenden Drehbücher herauszufinden. Darin mehren sich Hinweise auf mehrere Möglichkeiten, darunter ein Feuer im Motel oder Schlaftabellen, die womöglich alle gedreht werden sollen. Nachdem sie schließlich das Drehbuch erhalten hat, mit dem sie erfährt, was passieren wird, besucht Nolly ihren alten Freund Larry Grayson, einen Komiker mit einer Stand-up-Show im Theater. Meg wird leben und, nachdem das Motel abbrennt, auf der Queen Elizabeth 2 in ein neues Leben segeln, was auf dem tatsächlichen Schiff gedreht wird. Am Tag der Ausstrahlung ihrer letzten Folge geht sie vorher mit ihrem Schauspielkollegen aus, Kontakt zu Passanten zu suchen. Sie ermahnt ihn, dass die anderen Schauspieler sie nicht vermissen sollen, denn der Produktionsprozess der Serie müsse reibungslos weitergehen. Inzwischen hat Grayson sie überzeugt, was sie als Nächstes tun solle: ans Theater zurückkehren.
Ihr erstes Engagement ist das Musical Gypsy am Haymarket Theatre in Leicester mit der Schauspielerin Fiona Fullerton. Während der Proben fühlt sie vor allem Druck und Versagensängste, weil sie glaubt, wenn die Produktion kein Erfolg wird, werde es ihr zugeschrieben. Daneben wird sie von Kollegen und Passanten weiterhin immer wieder gefragt, warum sie entlassen wurde. Wenn sie, obwohl sie den Grund nicht kennt, eine Antwort formuliert, heißt es von ihr: „Es waren die Männer.“ Gypsy geht nicht an den West End, weil bereits ein Revival am Broadway geplant sei. Dafür wird die Besetzung mit Gordon und Fullerton für eine Produktion übernommen, die in Abu Dhabi und Bangkok tourt. Dort erfährt sie zufällig durch eine ehemalige Mitarbeiterin des Senders den wahren Grund für ihren Rausschmiss. Bei einem Treffen mit Jack Barton kann sie ihm vorwerfen, dass er sie schwierig zu händeln genannt habe; Barton gibt zwar zu, er habe sich derart über sie bei Charles Denton beschwert, aber hätte nicht erwartet, dass dieser daraufhin auch handelt. Ihr Rausschmiss sei daher „ein Missgeschick“ gewesen. Barton bietet ihr an, für einen besonderen Auftritt kurz nach Crossroads zurückzukehren, der in Venedig spielen soll. Gordon akzeptiert unter der Bedingung, dass auch tatsächlich in Venedig gedreht werden soll. Vor dem Dreh wird bei ihr Magenkrebs diagnostiziert, den sie aber, bis auf ihrem engsten Freund aus dem Kollegium, noch geheim hält.
1985 stirbt sie daran und 1987 wird Crossroads eingestellt. Die Serie habe nicht ohne Gordon überlebt.

## Besetzung und Synchronisation
Die deutschsprachige Synchronisation entstand nach Dialogbüchern und unter der Dialogregie von Christian Schneider durch die Interopa Film.
| Rolle             | Beschreibung                           | Darsteller                                  | Synchronsprecher       | Folgen |
| ----------------- | -------------------------------------- | ------------------------------------------- | ---------------------- | ------ |
| Noele Gordon      | Schauspielerin in Crossroads           | Helena Bonham Carter Silvia Presente (1938) | Melanie Pukaß          | 1–3    |
| Jack Barton       | Regisseur und Produzent für Crossroads | Con O’Neill                                 | Tobias Lelle           | 1–3    |
| Tony Adams        | Schauspieler in Crossroads             | Augustus Prew                               | Konrad Bösherz         | 1–3    |
| Poppy Ngomo       | Neue Schauspielerin in Crossroads      | Bethany Antonia                             | Magdalena Montasser    | 1–3    |
| Paul Henry        | Weitere Schauspieler der Serie         | Lloyd Griffith                              | Tim Sander             | 1–2    |
| Sue Lloyd         | Weitere Schauspieler der Serie         | Clare Foster                                | Isabelle Höpfner       | 1–3    |
| Jane Rossington   | Weitere Schauspieler der Serie         | Antonia Bernath                             | Friederike Walke       | 1–3    |
| Ronnie Allen      | Weitere Schauspieler der Serie         | Richard Lintern                             | Axel Lutter            | 1–3    |
| Susan Hanson      | Weitere Schauspieler der Serie         | Chloe Harris                                | Magdalena Höfner       | 1–3    |
| Angus Lennie      | Weitere Schauspieler der Serie         | Gordon Kane                                 |                        | 1–2    |
| Brian Badcoe      | Weitere Schauspieler der Serie         | Sam Dale                                    | Marko Bräutigam        | 2      |
| Liz               | Studioassistentin                      | Amy Booth-Steel                             | Nicole Hannak          | 1–2    |
| John Logie Baird  | Fernseherfinder (1938)                 | John Mackay                                 | Klaus-Peter Grap       | 1, 3   |
| Michael Summerton | Gordons Agent                          | Max Brown                                   | Johannes Raspe         | 1, 3   |
| Charles Denton    | ATV-Produktionsleiter                  | Tim Wallers                                 | Erich Räuker           | 1      |
| Harold Macmillan  | Premierminister (1958)                 | Nicholas Gecks                              | Thomas Kästner         | 2, 3   |
| Iris Chatterjee   | Maskenbildnerin der Serie              | Zita Sattar                                 | Jessica Walther-Gabory | 2–3    |
| Larry Grayson     | Komiker; alter Freund von Gordon       | Mark Gatiss                                 | Christian Gaul         | 2      |
| Roger Redfarn     | Theaterregisseur                       | Adam Morris                                 | Hanns Jörg Krumpholz   | 3      |
| Fiona Fullerton   | Schauspielerin                         | Emily Butcher                               | Johanna von Gutzeit    | 3      |

## Produktion
Die Serie Nolly über Noele Gordon, Hauptschauspielerin der Seifenoper Crossroads, wurde im November 2021 von ITV in Auftrag gegeben als erste Produktion des in dem Jahr neu gegründeten Produktionsunternehmens Quay Street Productions der Executive Producerin Nicola Shindler. Sie stammt von Russell T Davies, der nach Eigenaussage die Geschichte hinter den Kulissen von Crossroads bereits seit 40 Jahren schreiben wollte. Als Regisseur fungierte Peter Hoar, der für Davies zuvor 2021 It’s a Sin inszeniert hatte. Dreharbeiten fanden ab Mai 2022 in verschiedenen Manchester Städten statt.

## Ausstrahlung
Die Serie wurde im Vereinigten Königreich zuerst am 2. Februar 2023 auf dem Streamingdienst ITVX veröffentlicht und Ende Dezember des Jahres beim Sender ITV1 ausgestrahlt. In den Vereinigten Staaten wurde sie in der Reihe Masterpiece des Senders PBS gezeigt. In Deutschland erschien sie am 13. April 2025, zum 40. Todestag von Gordon, beim Bezahlsender AXN White. Ihre Free-TV-Premiere findet am 7. Oktober 2025 bei One statt.

## Rezeption

### Kritiken
Die Kritiken zu der Serie loben Bonham Carters Performance „in sensationeller Form“ von Gordon als eine „Löwin im Winter ihrer Karriere“, deren Details sie richtig hinbekomme und Persönlichkeit sie äußerst geschickt nachzeichne. Die Serie sei ein „liebevoller Tribut“ und „Liebesbrief“ an Gordon, der manchmal zu sentimental und laut Nick Hilton vom Independent wie eine Hagiographie wirke, da sie Davies’ Enthusiasmus für Gordons nüchterne, feministische Perspektive auf die Industrie, die ihr den Laufpass gegeben hat, zeige. Sie reflektiere die 1970er und 1980er mit universellen und überdauernden Einsichten über das Showbusiness, Ageismus und unsubtilen Misogynismus, was Davies und Bonham Carter mit relativ leichtem Fingergefühl gelinge, sagt Brian Lowry von CNN.

### Auszeichnungen
- 2023 BAFTA Awards, Wales: Auszeichnung als Bester Drehbuchautor an Russell T Davies
- 2023 Music + Sound Awards, International: Beste Originalkomposition einer Fernsehserie für Blair Mowat
- 2024 British Academy Television Awards:
  - Nominierung als Beste Hauptdarstellerin für Helena Bonham Carter
  - Nominierung für Bestes Produktionsdesign an Ben Smith
  - Nominierung für Beste Originalmusik an Blair Mowat
- 2024 Broadcasting Press Guild Awards: Nominierung als Beste Miniserie
- 2024 Royal Television Society, UK: Nominierung als Bester Nebendarsteller an Mark Gatiss
- 2024 Camille Awards: Auszeichnung für Beste Originalmusik einer Fernsehserie an Blair Mowat